# Biuro ONZ do spraw Przestrzeni Kosmicznej
Biuro ONZ do spraw Przestrzeni Kosmicznej, UNOOSA (ang. United Nations Office for Outer Space Affairs) – instytucja powołana przez i działająca pod auspicjami Zgromadzenia Ogólnego Organizacji Narodów Zjednoczonych, zajmująca się wdrażaniem polityki Zgromadzenia odnośnie do przestrzeni kosmicznej.
Biuro wykonuje Program Zastosowań Przestrzeni Kosmicznej (Programme on Space Applications) i zarządza Rejestrem Obiektów Wyniesionych w Kosmos (Register of Objects Launched into Outer Space). Biuro wspiera również kraje rozwijające się w używaniu technologii kosmicznych w celu rozwoju ekonomicznego.
Siedziba UNOOSA mieści się w Biurze Narodów Zjednoczonych w Wiedniu (Vienna International Centre). 
Od 12 grudnia 2007 dyrektorem biura jest malezyjska profesor astrofizyki Mazlan Othman.